# Mary Mason Lyon
Mary Mason Lyon (28 de febrero de 1797 – 5 de marzo de 1849) fue una pionera americana en la educación de las mujeres. Creó el Wheaton Female Seminary a Norton, Massachusetts, (ahora Wheaton College) en 1834. En 1837 creó el Mount Holyoke Female Seminary (ahora Mount Holyoke College) a South Hadley, Massachusetts y fue la primera rectora (presidente) durante 12 años. La visión de Mary Lyon fusionaba el reto intelectual con el propósito moral. Valoró la diversidad socioeconómica para hacer el centro educativo asequible para estudiantes de recursos modestos.

## Primeros años
Hija de una familia labradora de Buckland (Massachusetts) Mary Lyon no tuvo una niñez fácil. Su padre murió cuando ella tenía sólo cinco años y toda la familia tuvo que contribuir para sacar la granja adelante. Su madre se volvió a casar cuando ella tenía trece años, y ella se quedó en Buckland para mantener la casa por su hermano Aaron, quien se hizo cargo de la granja.  Asistió intermitentemente a varias escuelas de distrito, Fue muy afortunada puesto que la escuela de Buckland le permitió asistir en clase durante todo el año teniendo en cuenta que en aquella época la mayoría de las escuelas a las niñas sólo se los permitían asistir en verano. Como necesitaban el dinero, con sólo 17 años ya empezó a enseñar en las mismas escuelas a las que había asistido. Sus modestos comienzos fueron los fundamentos de su implicación a lo largo de toda su vida para extender las oportunidades educativas a chicas de pocos recursos.
Mary Lyon pudo asistir a dos institutos, a la Sanderson Academy a Ashfield y al Byfield Seminary al este de Massachusetts. En Byfield, se hizo amiga del director, el Rev. Joseph Emerson, y de su ayudante, Zilpah Polly Grant y absorbió la ética de Byfield basada en una educación académica rigurosa infundida de compromiso cristiano. Entonces enseñó en varias academias, incluyendo Sanderson, en una pequeña escuela que montó por su cuenta en Buckland, Adams Female Academy, y en el Ipswich Female Seminary. La asistencia de Mary Lyon a las entonces nuevas y populares conferencias impartidas al laboratorio por Amos Eaton influyó en su implicación en el movimiento de las escuelas para mujeres (female seminary).
En 1834, Laban Wheaton y su joven, Eliza Baylies Chapin Wheaton, se pusieron en contacto con Mary Lyon por recavar su ayuda para poner en marcha el Wheaton Female Seminary (ahora Wheaton College) en Norton, Massachusetts, fue entonces cuando diseñó el primer currículum que tenía el objetivo principal de asegurar la misma calidad que los currículum de las universidades masculinas. El Wheaton Female Seminary abrió el 22 de abril de 1835, con 50 estudiantes y tres profesoras. Mary Lyon y Eunice Caldwell, la primera directora, dejaron Wheaton, junto con ocho estudiantes, para abrir el Mount Holyoke Female Seminary.

## Mount Holyoke College
Durando aquellos primeros años, Mary Lyon fue desarrollando gradualmente su visión por el Mount Holyoke Female Seminary. El centro educativo era único entre los que fueron fundados para personas de pocos recursos. Tuvo influencia especialmente del Rev. Joseph Emerson, que en 1822 en su libro Female Education ya defendía que las mujeres tenían que ser entrenadas para ser maestras no sólo "para complacer al otro sexo".
Mount Holyoke abrió al 1837 y estuvo a punto para la recepción de alumnas el 8 de noviembre de 1837.  Mary Lyon se esforzó por mantener elevados estándares académicos: ponía rigurosos exámenes de entrada y admitía "chicas jóvenes de edad adulta, y carácter maduro". De acuerdo con su visión social, limitó la matrícula a 60$/año, aproximadamente una tercera parte de lo que costaba el Ipswich Female Seminary, lo cual era central en su misión para atraer la inteligencia de todas las clases sociales.
Mary Lyon, estuvo entre las primeras en creer en la importancia del ejercicio diario para las mujeres, pedía a sus estudiantes que anduvieran una milla (1.6 km) cada día después del almuerzo. Durante los inviernos fríos y nevados a New England lo acortó a 45 minutos. La calistènia —un tipo de ejercicio— se enseñaba en los fríos pasillos hasta que se habilitó una área de almacenamiento como gimnasio.
Para mantener los costes bajos, Mary Lyon pedía a las estudiantes que realizaran tareas domésticas. Estas tareas incluían la preparación de comidas y la limpieza de tierras y ventanas. Emily Dickinson, quién asistió al Seminary en 1847, tuvo el trabajo de limpiar cuchillos.  Aunque las políticas de Mary Lyon eran a veces polémicas, el seminario pronto logró el hito de tener 200 estudiantes.
Mary Lyon se anticipó al cambio en el papel de las mujeres y proporcionó a sus alumnas una educación que era comprensiva, rigurosa, e innovadora, con particular énfasis en las ciencias. Se requerían siete cursos de ciencias y matemáticas para la graduación, un requisito inaudito en otras escuelas femeninas. Introdujo a las mujeres en una manera nueva e inusual de aprender ciencia mediante experimentos de laboratorio que ellas mismas realizaban. Organizó viajes de campo en los cuales las estudiantes recogían rocas, plantas, y especímenes por el trabajo del laboratorio e inspeccionaban formaciones geológicas y huellas de dinosaurio descubiertas recientemente.

## Muerte y memoria

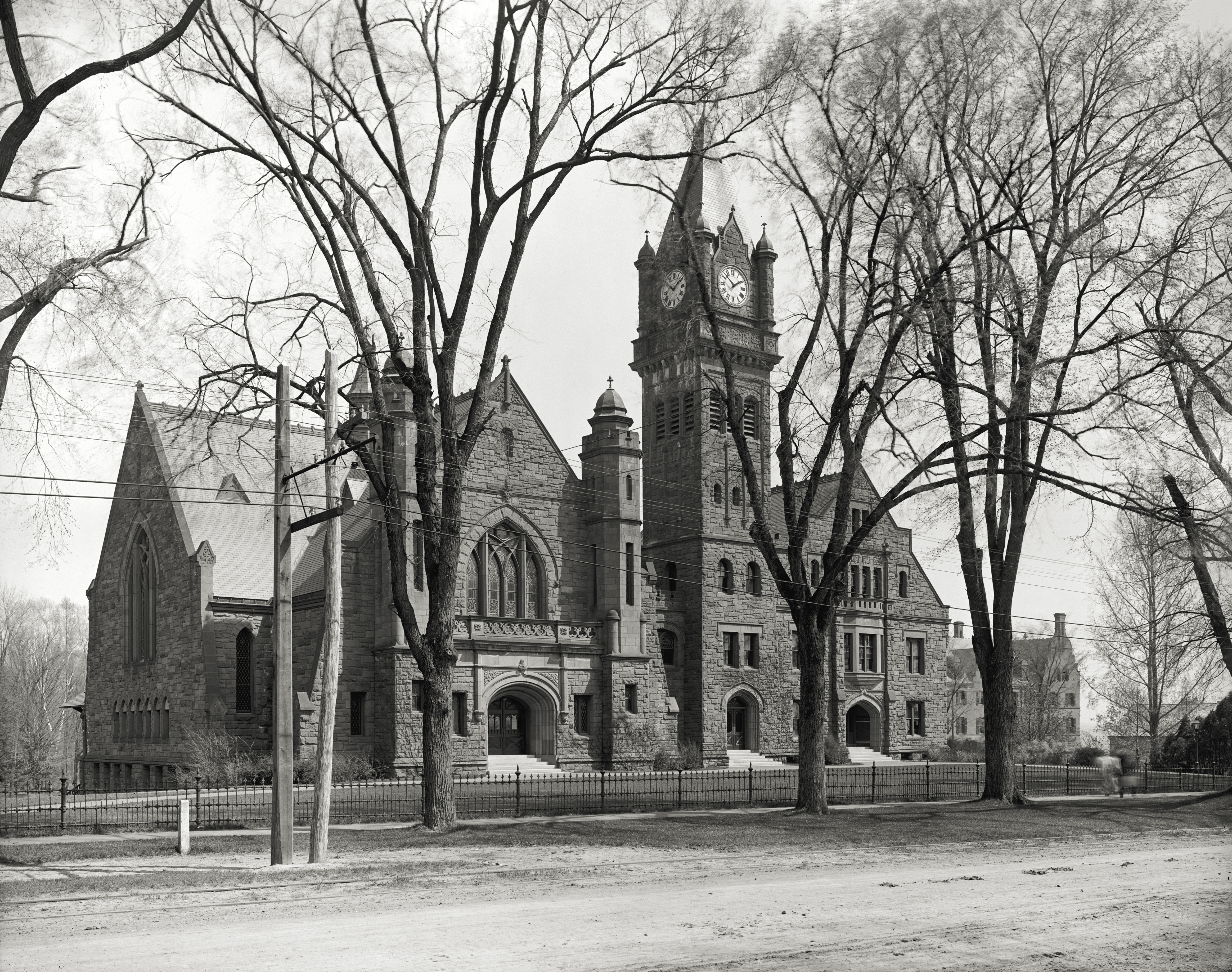
Mary Lyon Hall, Mount Holyoke College, hacia 1908.

Mary Lyon murió de erisipela (posiblemente contraída mientras curaba una estudiante enferma) el 5 de marzo de 1849.
Muchos edificios han sido denominados en su honor, incluyendo Mary Lyon Hall al Mount Holyoke College, construido en 1897 en el lugar del anterior edificio y que alberga oficinas universitarias, aulas, y una capilla.  El edificio del aula principal del Wheaton Female Seminary, en un principio llamado New Seminary Hall, fue rebautizado como Mary Lyon Hall en 1910 y todavía tiene una presencia relevante al campus del Wheaton College.
En 1905, Mary Lyon ingresó al Hall of Fame for Great Americanos en el Bronx (Nueva York). También es honorada a la National Women's Hall of Fame a Seneca Falls (Nueva York). 
El 28 de febrero de 1987, el Servicio postal de los Estados Unidos emitió un Sello de correos, dentro de la serie dedicada a americanos ilustres, que presenta Mary Lyon con motivo del 150è aniversario del Mount Holyoke.